# Дојчер веркбунд
Дојчер веркбунд (кратко: DWB), у преводу: савез немачког дела, је немачка група уметника, архитеката, дизајнера и занатлија. Захваљујући свом приступу ка уметности и дизајну била је схватана као један од важних момената у развоју модерне архитектуре и дизајна.

## Историја
Дојчер веркбунд био је основан 1907. године у Минхену од стране Хермана Мутезиуза. Својим мислима се ослањао на велике идеје британског покрета . У почетку је у савезу било 12 архитеката и дванаест фирми. Међу ове архитекте су спадали нпр. Петер Беренс, Теодор Фишер, Јозеф Хофман и Бруно Паул.

### Кључни догађаји
- 1907 – Оснивање савеза у Минхену
- 1914 – Изложба
- 1920 – Лили Рајх постаје прва жена – управница
- 1924 – Изложба у Берлину
- 1927 – Изложба у Штутгарту
- 1929 – Изложба у Вроцлаву
- 1938 – Савез је био забрањен од стране нациста
- 1949 – Обнова савеза

## Председници Дојче веркбунда
| - 1907–1909 Теодор Фишер - 1909–1919 Петер Брукман - 1919–1921 Ханз Пелциг - 1921–1926 Рихард Римершмид - 1926–1932 Петер Брукман (1932 Почасни председник) - 1932–1933 Ернст Јäк - 1933-1935 Царл Христоф Лерхер - 1935–1938 Херман Гретш - 1950–1963 Ханз Швиперт - 1963–1964 Ото Хаупт (архитект) - 1964–1969 Адолф Арнт | - 1969–1973 Ханз Паул Барт - 1973–1976 Јулиус Позенер - 1976–1983 Луциус Буркхарт - 1983–1985 Анна Тојт - 1985–1996 Херман Глазер - 1996–1999 Петер Слоницки - 1999–2006 Ханз Рудолф Гидеман - сеит 2006 Бернд Сикора - 2008 Ханз-Јорг Охм - 2009 Дитер Копе - 2010 Роланд Гинтер - 2011 Улф Килиан - сеит 2012 Марлен Дитман |